# Chruślice (województwo mazowieckie)
Chruślice – wieś w Polsce położona w województwie mazowieckim, w powiecie radomskim, w gminie Wolanów. Przez wieś przebiega trasa drogi wojewódzkiej nr 733. Ma status Sołectwa.
Prywatna wieś szlachecka Chroślice, położona była w drugiej połowie XVI wieku w powiecie radomskim województwa sandomierskiego. Od czasów staropolskich wieś była zaściankiem zamieszkałym przez drobną szlachtę. Między innymi rodziny: Burtkiewscy, Chruśliccy, Gorscy, Jaszewscy, Królikowscy, Kwaśniewscy, Lisieccy, Łopuszewscy, Osińscy, Osuchowscy, Plaskotowie, Powierscy, Szellerowie, Szymowscy, Wagnerowie, Wietrzykowscy, Wolscy, Zmijewscy. 
Od lata 1942 do jesieni 1943 istniał tu obóz pracy przymusowej dla Żydów z Radomia. Wykonywali prace drogowe i pracowali na rzecz jednostki wojskowej stacjonującej w pobliskich Kacprowicach.
W latach 1975–1998 miejscowość administracyjnie należała do województwa radomskiego.
Wierni Kościoła rzymskokatolickiego należą do parafii Wniebowzięcia Najświętszej Maryi Panny w Jarosławicach lub do parafii św. Doroty w Wolanowie.